# ギルバート・マーシャル諸島の戦い

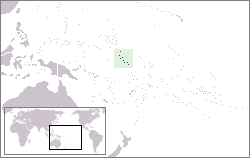
ギルバート諸島

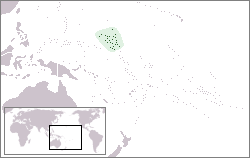
マーシャル諸島

ギルバート・マーシャル諸島の戦い（ギルバート・マーシャルしょとうのたたかい）は、第二次世界大戦（大東亜戦争）中のギルバート諸島、マーシャル諸島で行われた一連の戦闘の総称。マリアナ・パラオ諸島の戦いまで含めてミクロネシア一帯の島々を巡る戦闘を中部太平洋の戦いとしてとらえることもある。

## 概要

### 日本によるギルバート諸島占領
第一次世界大戦後、日本はマーシャル諸島やカロリン諸島など赤道以北の旧ドイツ領ニューギニアを委任統治領とし、国際連盟脱退後も統治を継続していた。他方、ギルバート諸島は1892年からイギリス領で、赤道以南の旧ドイツ領ニューギニアであるナウルはイギリス・オーストラリア・ニュージーランドの共同委任統治領となっていた。委任統治領としての制約や四カ国条約との関係で、これらの島々の軍事拠点化は基本的に行われていなかった。
太平洋戦争が勃発すると、日本軍は1941年12月10日にギルバート諸島をほぼ無抵抗のうちに占領した。マーシャル諸島に展開した日本軍航空部隊は、ウェーク島の戦いでは、支援爆撃を行った。開戦後も、マーシャル諸島などの南洋諸島の陸上防備はきわめて手薄な状態で、海軍担当地域とされたために陸軍部隊はまったく配置されていなかった。
一方、序盤のアメリカ海軍は、真珠湾攻撃生き残りの空母を活用したゲリラ的な反撃を展開し、1942年2月1日にその最初の事例となるマーシャル・ギルバート諸島機動空襲を行ったが日本軍の被害は特に大きくはなかった。同年5月のミッドウェー海戦で日本軍の攻勢の勢いが以前のもの程ではなくなった後も、ソロモン諸島の戦いが日米の主戦場となり、中部太平洋方面への反攻は始まらなかった。例外として同年8月にマキン奇襲が行われ、脆弱な日本軍マキン守備隊が全滅する事件はあった。
マキン奇襲に刺激を受けた日本海軍は、ギルバート諸島防衛を担当する第3特別根拠地隊を新設し、海軍陸戦隊を増強してギルバート諸島の陸上防備を強化した。また、1942年秋に大本営は「占領地防備要綱」を決め、中部太平洋方面の防備強化のため、陸軍部隊を海軍指揮下に派遣することになった。ただ、輸送船の撃沈やニューギニアの戦いの激化により、陸軍部隊の展開は大きく進まなかった。

### アメリカの中部太平洋での反攻開始
1943年にアリューシャン方面の戦い、ソロモン諸島の戦いで勝利を収めたアメリカ海軍は、米国統合戦略委員会とともに中部太平洋を西（日本の方角）に向かって進撃することを計画した。当初、この計画に南太平洋最高司令官であるダグラス・マッカーサーを中心としたアメリカ陸軍は反対していたのだが、最終的にはアメリカ統合参謀本部の決定により中部太平洋への侵攻作戦が行われることになった。8月21日から8月24日の間にはカナダのケベックでアメリカ合衆国、イギリス、カナダ、フランスの四箇国が会談した。このケベック会談により中部太平洋への侵攻作戦の具体案が決定し、米軍の攻撃の最初の矛先がギルバート諸島のマキン、タラワ、アベママに向けられることになった。
守勢に立たされた日本軍は、戦線を縮小して防衛態勢の強化を図る戦略を採り、1943年8月に大本営で絶対国防圏を設定した。同年9月の南鳥島空襲は特に日本軍に衝撃を与え、第52師団のトラック島行きなど陸軍部隊の大量派遣が決まり、逆上陸作戦用として甲支隊がポナペ島に待機した。マーシャル諸島やカロリン諸島東部は絶対国防圏外とされたが、日本海軍はマーシャル諸島海域での艦隊決戦構想に固執した。連合艦隊は、マーシャル方面への敵襲に備え、基地航空部隊や機動部隊などの総力を挙げた共同攻撃で撃退するという作戦計画「Z作戦」を立案していた。しかしながら、9月と10月の2度に渡るマーシャル方面への艦隊出撃（いずれも空振り）のため、前進基地トラック島の備蓄燃料が不足し、大規模な艦隊の行動が困難となってしまった。さらに、ソロモン諸島方面での「ろ号作戦」で空母搭載機が大打撃を受けてしまい、計画通りの迎撃は不可能な状況であった。

## ギルバート諸島の戦い
1943年（昭和18年）11月21日、アメリカ海兵隊の水陸両用偵察隊（Amphibious Reconnaissance Battalion, FMF-PAC）はギルバート諸島への上陸を開始した。しかし、日本海軍は9月と10月の2度のマーシャル方面への艦隊出撃（いずれも空振り）により艦船用燃料が不足し、艦隊の出撃は困難な状況であった。マキン島とタラワ島では激戦の末に日本軍は全滅した。攻略支援のアメリカ機動部隊とマーシャル諸島の日本軍基地航空部隊との間ではギルバート諸島沖航空戦が11月末まで4次にわたって行われ、その後12月5日にはマーシャル諸島沖航空戦が行われた。日本軍は空母多数撃沈の大本営発表をしたが、実際にアメリカ軍が受けた損害は空母2隻損傷にとどまった。日本軍航空部隊の損害は甚大であった。

### マキン島

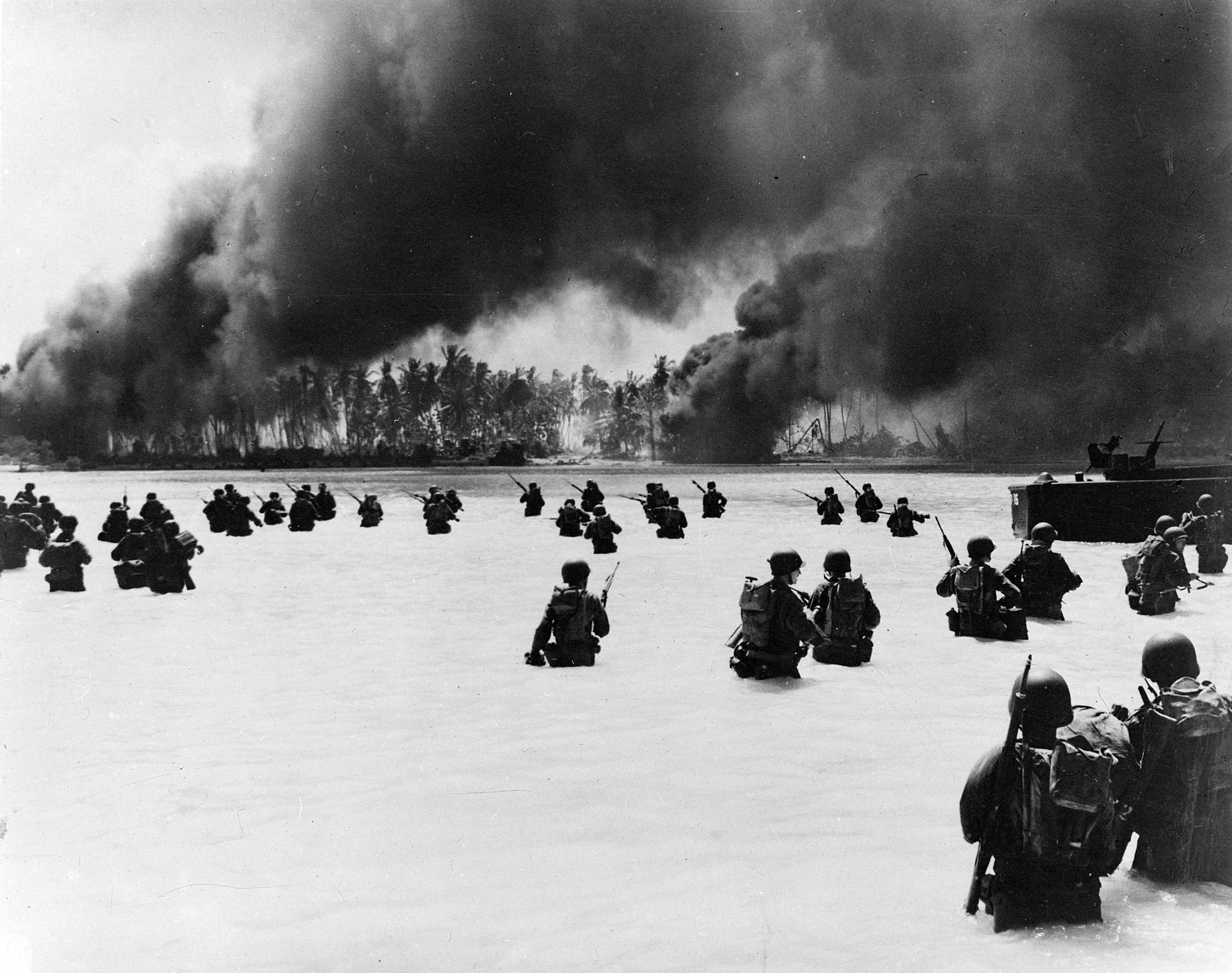
マキンに上陸するアメリカ第165歩兵連隊

マキンには第3特別根拠地隊分遣隊243名を中心とした693名が守備についていた。
1943年11月19日から連日空襲が行われるようになり、21日早朝に陸軍27師団の1個連隊が上陸した。守備隊は奮戦するも、23日早朝に1名を除き全員玉砕した。
アメリカ軍の護衛空母「リスカム・ベイ」はこの作戦中、日本の潜水艦「伊175」の魚雷攻撃により失われ、マキン島の陸上戦の死傷者を大きく上回る損害を出した。一方、日本側もギルバート諸島の戦いの間、この方面で多数の潜水艦を失った。

### タラワ島
タラワには第3特別根拠地隊本隊902名、佐世保第7特別陸戦隊1669名を中心とした約4500名が守備についていた。
タラワも11月19日から空襲を受け、21日早朝に海兵第2師団が上陸作戦を開始した。しかし、守備隊の抵抗は激しく、上陸初日はほとんどの米兵は海岸までたどり着くことはできなかった。
だが、22日午後には形勢が逆転し守備隊は追い詰められていった。そして翌23日夜に残存守備隊は最後の突撃を敢行し、17名を除き全員死亡した。

### アパママ島
アパママには第三特別根拠地隊アパママ分遣隊（分遣隊長：木村功徳兵曹長）24名が守備についていた。
11月21日夜に偵察のため潜水艦から上陸したアメリカ海兵隊水陸両用偵察大隊の78名は日本軍が少数であることを知り、3日間に渡り潜水艦ノーチラス号の援護射撃を受けて進撃し占領した。戦死2名、負傷2名、軽傷1名であった。士気を失った日本兵は自ら堀った墓穴に入り集団自決をしたと伝えられている。アメリカ海軍の建設大隊によりサンゴ礁が切り開かれ、アベママ海軍基地が建設された。

## マーシャル諸島の戦い
ギルバート攻略後、アメリカ軍は中部太平洋における次なる攻略目標としてマーシャル諸島を目指した。アメリカ軍の作戦計画は、まず、チェスター・ニミッツ提督がマーシャル東端のマロエラップ、ウオッゼの両環礁と日本軍の司令部があるクェゼリン環礁を同時攻略するという計画を立てた。しかし、タラワ戦で上陸部隊を指揮したホーランド・スミス少将は3島に同時進攻するには兵力が十分でないとしてこの計画に反対し、レイモンド・スプルーアンス、リッチモンド・ターナーの両提督もスミス少将と同意見であった。三人は、まずマロエラップとウオッゼを攻略し、その後にクェゼリンの攻略作戦を行うべきだと主張した。これに対してニミッツ提督は、クェゼリンの東側のマロエラップ、ウオッゼなどの日本軍基地は占領せず、クェゼリンのみを攻略対象とするという案を出した。スミス、スプルーアンス、ターナーの三人はこの案に反対したが、ニミッツ提督の意思は固く、スプルーアンス中将もこの計画を認めざるをえなかった。そのかわりにスプルーアンス中将は、クェゼリン攻略の際に日本軍がいないマジュロ環礁を同時占領して、ここをクェゼリン攻略作戦間の艦隊泊地と航空基地として使用することを進言した。これをニミッツ提督は承諾し、アメリカ軍の作戦計画は決定した。計画にはエニウェトク環礁の攻略も含まれたが、エニウェトクに進攻する時期と使用兵力はクェゼリン作戦の結果により決定するとされた。
一方、日本軍は、ギルバートに近いミリ環礁かジャルート環礁（ヤルート）、あるいはハワイから最も近い所にあるマロエラップかウオッゼに次のアメリカ軍の攻撃が向けられるものと考えていた。そのため、日本軍はこれらの前線基地に優先的に物資と人員を送っており、クェゼリンの防備はこれらの島と比べて進んでいなかった。ジャルート環礁（ヤルート）などに陸軍の南洋支隊が守備隊として駐屯している一方、クェゼリンには海上機動第一旅団の一部が着いたばかりだった。
1944年1月末、アメリカ軍はマーシャル諸島一帯を激しく空襲し、日本軍の基地航空部隊を壊滅させた。日本軍の反撃能力を奪った後、アメリカ軍はクェゼリン環礁へ上陸を開始した。準備不足の日本軍は、短期間のクェゼリンの戦いで全滅した。
クェゼリン攻略作戦開始後、攻略作戦が予想以上に順調に進捗していると判断したアメリカ軍は、クェゼリン攻略作戦の予備兵力を使用してエニウェトク環礁の攻略を繰上げて実施することを決定した。その準備として日本海軍の中部太平洋方面の拠点で、エニウェトク環礁に近いトラック島を攻撃して日本の航空戦力を制圧することも決定された。アメリカ軍空母部隊（第58任務部隊）は1944年2月17～18日にかけてトラック島を空襲し、これにより島の日本軍の航空戦力は壊滅した。続いて、2月19日にアメリカ軍はエニウェトク環礁への上陸を開始し、エニウェトクの戦いでも日本軍守備隊は全滅した。

### マーシャル諸島の守備隊配置状況
日本軍はマキン、タラワの失陥以来、満洲の関東軍からも兵力を送った。1944年1月15日の時の各島の兵力は
- クェゼリン 5210名
- ミリ 4640名
- マロエラップ 3330名
- ウオッゼ 3324名
- ルオット・ナムル 2900名
- ヤルート 2311名

となっていたが、各島の兵力は充分とはいえず、防御施設はほとんど整備されていなかった。なお、クェゼリンの兵力のうち、陸軍部隊1000名は輸送船の都合でクェゼリンに待機を余儀なくされていた部隊で、ウオッゼへ進出の予定であった。そのため、クェゼリンでは実戦部隊としての任務についていなかった。

### マジュロ環礁（メジュロ環礁）
1944年2月1日、ハリー・ヒル少将が指揮する攻略部隊が上陸。島には日本軍守備隊はおらず、同日中に無血占領を果たした。環礁はアメリカ海軍の泊地（休養、補給、修理）として整備され、その後の作戦で重要な役割を果たした。

### クェゼリン環礁

#### ルオット島・ナムル島
ルオット（ロイ）島とナムル島はクェゼリン環礁の北部にある双子島で、第61警備隊分遣隊約400名を主力とした2900名が守備についていた。
1944年1月30日より、リチャード・コノリー少将指揮の攻撃部隊による空襲と艦砲射撃を受けるようになり、2月2日に海兵第4師団の海兵第23、24連隊が上陸した。事前の砲爆撃で日本軍守備隊のほとんどは死傷していた。そのため、同日中に米軍は両島を占領できた。

#### クェゼリン島
クェゼリン島には日本陸軍海上機動第1旅団第2大隊約1000名を中心とした5210名が守備についていた。
1944年1月30日からリッチモンド・ターナー中将指揮の攻撃部隊による空襲と艦砲射撃を受けるようになり、2月2日午前に米軍は上陸を開始した。
その日の夜、日本軍は夜襲をかけ米軍を海岸まで一時撤退させた。しかし、米軍は、環礁内の周辺無人島から砲撃を加え、日本軍を撃退した。その後は日本軍は守勢となり、守備隊は5日に玉砕した。生存者は263名。

### エニウェトク環礁

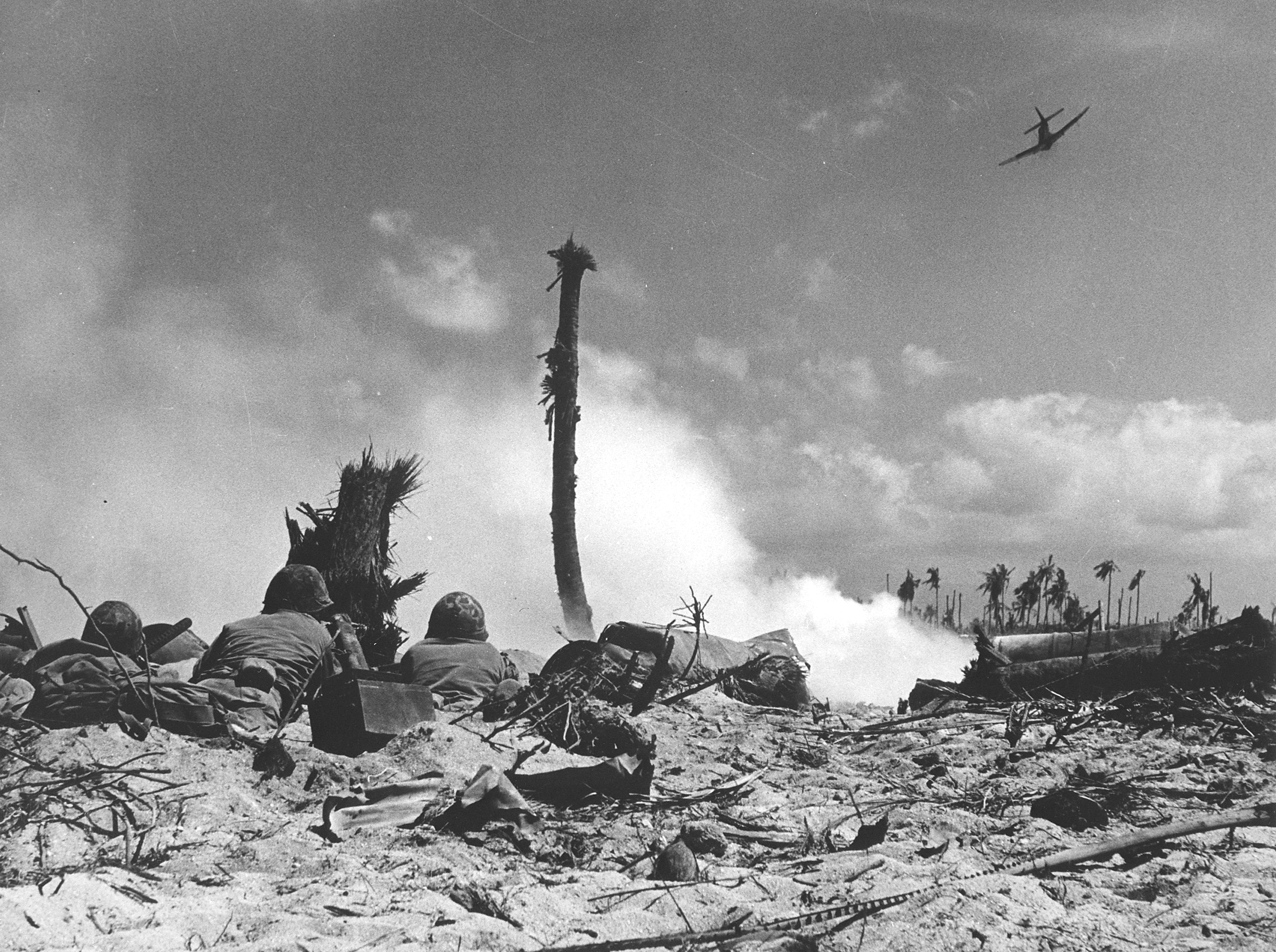
航空支援を受けつつ前進するアメリカ軍

エニウェトクには海上機動第1旅団主力2763名を中心とした3560名の日本軍が守備についていた。
当初、エニウェトクは今次作戦の攻略対象ではなかったが、クェゼリン攻略の予備隊として準備していた第4海兵師団第22連隊と第27歩兵師団第106大隊を使用しなかったので、この部隊をエニウェトク攻略にあてることになった。
1月31日からマーク・ミッチャー少将指揮の攻撃部隊による空襲を受け、2月18日未明から艦砲射撃が開始された。そして2月19日午前に米軍はエンチャビ島に上陸を開始し、同日中にエンチャビ島を占領した。その後、米軍は同環礁内のエニウェトク島、メリレン島にも上陸し、23日までに同環礁を確保した。

### マロエラップ環礁
同環礁には、タロア島を中心に陸軍3000名、海軍警備隊1100名、他に海軍航空部隊が展開していた。
1944年1月30日、スプルーアンス部隊の攻撃を受けて飛行隊を中心とした航空施設は壊滅的な打撃を受け、本土から救援も絶望的な状況になる。しかし、同島はアメリカ軍の占領地域には入っておらず、終戦までアメリカ軍による航空攻撃と降伏勧告が続く。しかし、生き残った部隊は降伏する事無く、結果として終戦まで同島を維持する事に成功する。

### その他の島
1944年1月30日、米軍による上陸作戦が直接行われなかった島に対しても空襲や艦砲射撃による攻撃が行われた。マロエラップとウオッゼにはマーク・ミッチャー少将指揮の攻撃部隊が、ミリとヤルートにはジョン・フーバー少将指揮の基地航空隊が攻撃を行った。
これらの島はクェゼリン陥落後、日本本土からの食糧などの補給が困難となり、終戦時まで飢餓に悩まされることになる。
ミリ環礁（ミレー島）のクェゼリン陥落から終戦までの悲惨な状況は、「NHK 戦争証言 アーカイブス 証言記録　兵士たちの戦争」の「飢餓の島　味方同士の戦場　～金沢　歩兵第１０７連隊～」に多くの証言が記録されている。

## 結果
ギルバート諸島・マーシャル諸島は、日本軍の防備強化が進まないうちに、アメリカ軍の飛び石作戦により突破された。日本海軍が戦前から研究していたマーシャル海域での迎撃型艦隊決戦構想は、実行できないまま崩壊した。アメリカ軍が上陸した島の日本軍守備隊は玉砕し、上陸しなかった島でも日本からの補給が途絶して孤立・遊兵化した状態で終戦を迎えたがこの間、食糧不足による飢餓や医薬品不足による疫病流行により、多数の餓死者・病死者を出した。アメリカ軍が演習を兼ねた砲爆撃を行うこともあり、それによる戦死者も発生した。
アメリカ軍はマジュロ環礁を得たことで、以後の艦隊行動の拠点を確保した一方、日本海軍の一大拠点のトラック島はその戦力を大きく損なった。中部太平洋方面の制海権・制空権を握ったアメリカ軍は、3ヶ月余りの準備期間の後、マリアナ・パラオ諸島への進攻を開始した。

## 年表
- 1940年
  - 12月 - ドイツ仮装巡洋艦「コメート」が英領ナウルを攻撃。
- 1941年
  - 1月15日 - 日本軍、マーシャル諸島防衛を担当する第6根拠地隊を新設。
  - 12月8日 - 太平洋戦争開戦。マーシャル諸島の日本軍航空隊がウェーク島攻略支援（-23日）。
  - 12月10日 - 日本軍、ギルバート諸島攻略。
- 1942年
  - 2月1日 - 米機動部隊によるマーシャル・ギルバート諸島機動空襲。
  - 8月17日 - マキン奇襲。潜水艦を使ったアメリカ軍の上陸により、マキン環礁が一時制圧される。
- 1943年
  - 2月18日 - 日本軍、ギルバート諸島防衛を担当する第3特別根拠地隊を新設。
  - 7月9日 - ナウルでのハンセン病患者虐殺事件。
  - 9月1日 - アメリカ機動部隊が南鳥島を空襲。
  - 9月18日 - アメリカ機動部隊がギルバート諸島を再空襲。日本軍機動部隊も迎撃に向かうが、会敵できず。
  - 10月6日 - アメリカ機動部隊がウェーク島を空襲。
  - 10月中旬 - アメリカ軍が襲来するとの情勢判断から、日本艦隊が大規模な出動を行うが、実際には戦闘とならず。この作戦でトラック島の備蓄燃料が尽きたため、以後、大規模な艦隊行動は困難となる。
  - 11月21日 - マキン、タラワ、アベママの三島に米軍上陸開始（アベママの日本軍守備隊は同日玉砕）。
    - 同日 - 日本海軍がZ作戦発令。第一次ギルバート諸島沖航空戦が生起。

  - 11月23日 - マキン、タラワの日本軍守備隊玉砕（マキンの戦い、タラワの戦い）。
  - 11月26日 - 第二次ギルバート諸島沖航空戦が生起。
  - 11月27日 - 第三次ギルバート諸島沖航空戦が生起。
  - 11月29日 - 第四次ギルバート諸島沖航空戦が生起。
  - 12月5日 - マーシャル諸島沖航空戦。
- 1944年
  - 1月30日 - 米軍、エニウェトクを除くマーシャル諸島全域を空襲。
  - 1月31日 - エニウェトクにも米軍機来襲。
  - 2月1日 - 米軍、マジュロを無血占領。
  - 2月2日 - クェゼリン、ルオット、ナムルの三島に米軍上陸開始（ルオット、ナムルの日本軍守備隊は同日玉砕）。
  - 2月5日 - クェゼリンの日本軍守備隊玉砕（クェゼリンの戦い）。
  - 2月16日 - エニウェトク攻略部隊、クェゼリンを出撃。
  - 2月17日 - トラック島空襲（-18日）。
  - 2月18日 - エニウェトク環礁へ米軍上陸開始。
  - 2月22日 - エニウェトクの日本軍守備隊玉砕（エニウェトクの戦い）。